# Dornier Do 132
Le Dornier Do 132 est un programme de développement d'hélicoptère léger lancé en Allemagne de l'Ouest dans les années 1960 mais finalement abandonné par le constructeur. Il fut la dernière tentative de Dornier dans le domaine des voilures tournantes.

## Historique
En 1965 après l'abandon du programme de développement du Do 32 le ministère allemand de la défense décida de demander à Dornier d'en développer une version quadriplace destinée autant aux militaires qu'aux civils. Pour marquer la lignée avec le précédent, l'appareil fut désigné Do 132.
Une équipe de designers et d'ingénieurs aéronautiques fut placée directement sur ce programme. Il faut dire que l'appareil reprenait une technologie encore relativement inédite qui consistait en une turbine à gaz qui n'avait pas pour rôle d'entraîner la rotation du rotor principal mais la propulsion de l'hélicoptère par éjection de flux d'air chaud depuis le bout des pales. De ce fait le rotor anticouple de l'hélicoptère devenait inutile.
Une maquette à l'échelle 1 du Do 132 fut construite et essayée en soufflerie. Cela déboucha sur un aérodynamisme poussée du fuselage de l'appareil, ainsi que sur une refonte de l'empennage doté de deux petites dérives verticales.
Malgré des essais statiques importants et un bon fonctionnement de la turbine le programme fut abandonné en 1969 par décision du gouvernement fédéral ouest-allemand avant même la réalisation du premier vol. À l'époque pourtant Dornier tablait déjà sur des versions dérivées du Do 132, dont l'une biturbine et l'autre à cinq places destinées à concurrencer les hélicoptères américains et français de l'époque.

## Aspects techniques
Outre le principe bien particulier de sa propulsion le Do 132 se présentait sous la forme d'un hélicoptère bipale quadriplace dont le fuselage faisait appel à une fabrication où le métal et les matières plastiques étaient utilisés en priorité. La verrière était même réalisée en polyméthacrylate de méthyle (le fameux plexiglas) et non en verre comme c'était généralement le cas. Il possédait en outre deux patins d'atterrissage assez classiques. Le cockpit était prévu pour un pilote et trois passagers.

### Hélicoptères faisant appel à une technologie similaire
- Espagne : Aerotécnica AC-14
- France : Nord N.1750 Norelfe